# Smilax china
Smilax china L. è una pianta rampicante della famiglia Smilacaceae.  Tra i nomi comuni con cui è nota vi è anche "Radice cinese" (China root).

## Descrizione
Lo stelo è legnoso, parzialmente spinoso e lungo fino a 5 m. Il picciolo è lungo da 0,5 a 1,5 cm; le foglie sono ellittiche od orbicolari, lunghe da 3 a 10 cm e larghe da 1,5 a 6, talvolta anche più larghe. Le bacche sono rosse, sferiche e di diametro da 0,6 a 1,5 cm. Nella radice cinese si trova il 7-O-glucoside

## Distribuzione e habitat
È nativa di Cina, Corea, Taiwan, Giappone (comprese le isole Ryūkyū e Bonin), Filippine, Vietnam, Tailandia, Birmania e Assam.
Si trova nelle foreste, nei cespugli, sulle colline, sui pendii erbosi e nei luoghi ombreggiati lungo le valli o i corsi d'acqua, dal livello del mare fino a 2000 metri di altezza.